# Masato Yoshino
Masato Yoshino (吉野正人 Yoshino Masato?) (17 de julio de 1980) es un luchador profesional japonés retirado, más conocido por su trabajo en Toryumon y Dragon Gate.

## Carrera

### Toryumon (2000-2004)
Después de ser entrenado en el Último Dragón Gym, Yoshino debutó en Toryumon México en septiembre de 2000, siendo derrotado por Toru Ito. Tras ello, y tras competir en varias luchas por equipos, Masato fue transferido a la marca Toryumon 2000 Project (T2P), donde imperaba el uso del estilo del llaveo mexicano. Allí, Yoshino pronto se destacó muy hábil en este terreno, siendo caracterizado además por su desbordante velocidad en el cuadrilátero y por su inagotable energía. Su primer gimmick fue el de un hombre salvaje basado en Tarzán, para lo cual comenzó a usar mallas en forma de taparrabos y a ser seguido por un (kayfabe) mono mascota llamado Venezia.
Al poco de debutar en T2P, Yoshino entró en una rivalidad con su compañero de equipo, otro luchador altamente dotado conocido como Stevie "Brother" Tsujimoto, para determinar cuál era el mejor de los dos, pero esta riña acabó sin resultado cuando Yoshino y Tsujimoto se unieron al as de T2P, Milano Collection A.T., y formaron el grupo Italian Connection bajo su mandato. En él, Yoshino cambió su nombre a YOSSINO, de sonoridad más italiana, al igual que el resto de miembros de la banda, ahora conformado por Condotti Shuji, Pescatore Yagi & Berlinetta Boxer. Pronto, el grupo entró en un feudo con el principal contingente heel de Toryumon Japan, Crazy MAX (CIMA, SUWA, TARU & Don Fujii), cuando Fujii irrumpió tras un combate de T2P y "secuestró" a Mikeru, el perro invisible de Milano.

### Dragon Gate (2004-presente)
Después de la ida de Último Dragón de la empresa, Toryumon Japan fue renombrado Dragon Gate, contratando a gran parte de los antiguos luchadores de Japan.

## En lucha
- Movimientos finales
  - Lightning Spiral[1][2] (Swinging leg hook fireman's carry slam, a veces desde una posición elevada) - innovado
  - Sol Naciente[1][2] (Cross-armed triangle choke) - innovado
  - Sol Naciente Kai[1] (Leg trap cross-armed triangle choke) - innovado

- Movimientos de firma
  - Byakuya[2] (Modified cross-armed triangle choke revirtiendo un inverted scissored armbar)[n. 1]
  - From Jungle[2] (Tilt-a-whirl revolution headscissors octopus hold)
  - Torbellino[1][2] (Tilt-a-whirl revolution headscissors armbar takedown)
  - Ude Yoshino[1][2] (Tilt-a-whirl revolution headscissors crucifix armbar)[n. 2]
  - Speed Star[1][2] (Tilt-a-whirl revolution headscissors crucifix pin)
  - Another Space[1][2] (Hammerlock sitout spin-out powerbomb)
  - Slingblade[2] (Spinnig sleeper slam, a veces desde una posición elevada)
  - Riverina Special[2] (Modified small package pin)
  - Colmillo[2] (Figure four necklock)
  - Tarzan Heart[3] (Cross-legged STF)
  - Lightning in the Jungle[4] (Missile dropkick)
  - Discus punch
  - Diving somersault leg drop[3]
  - Double leg wheelbarrow facebuster
  - High-speed rolling arm drag
  - Leg spread scissored armbar
  - Modified arm wrench inside cradle pin
  - Múltiples high-speed chops
  - Oklahoma roll
  - Rolling grounded octopus hold
  - Rope hanging Boston crab
  - Springboard tornado DDT
  - Step-up arm wrench flying cross armbar
  - Sunset flip
  - Vertical suplex

- Mánagers
  - Venezia
  - Ryan Sakoda

- Apodos
  - "Speed Star"[1]
  - "The Fastest Wrestler on the Planet"[1]

## Campeonatos y logros
- Dragon Gate
  - Dragon Gate Open the Dream Gate Championship (1 vez)
  - Dragon Gate I-J Heavyweight Tag Team Championship (1 vez) - con Naruki Doi[5]
  - Dragon Gate Open the Brave Gate Championship (5 veces)[5]
  - Dragon Gate Open the Triangle Gate Championship (8 veces, actual) - con Milano Collection A.T. & Anthony W. Mori (1), CIMA & Magnitude Kishiwada (1), Naruki Doi & Gamma (2), Naruki Doi & Magnitude Kishiwada (1), BxB Hulk & PAC (1), Gamma & YAMATO (1) y Naruki Doi & PAC (1)[5]
  - Dragon Gate Open the Twin Gate Championship (2 veces) - con Naruki Doi[5]
  - Dragon Gate USA Open the United Gate Championship (2 veces) - con PAC (1) y Ricochet
  - King of Chop (2012)
  - Summer Adventure Tag League (2007) - con Naruki Doi
  - Summer Adventure Tag League (2008) - con Naruki Doi
  - Summer Adventure Tag League (2010) - con Naruki Doi

- Pro Wrestling NOAH
  - GHC Junior Heavyweight Tag Team Championship (1 vez) - con Naruki Doi[5]
  - Differ Cup Scramble Tag Tournament (2003) - con Último Dragón

- Toryumon
  - NWA World Welterweight Championship (1 vez)[5]
  - UWA World Trios Championship (2 veces) - con Milano Collection A.T. & YASSINI (1) y Milano Collection A.T. & Condotti Shuji (1)[5]
  - Yamaha Cup (2002)

- Pro Wrestling Illustrated
  - Situado en el N°270 en los PWI 500 de 2006[6]

- Wrestling Observer Newsletter
  - Lucha de 5 estrellas (2006) con CIMA & Naruki Doi contra Dragon Kid, Genki Horiguchi & Ryo Saito (ROH Supercard of Honor, 31 de marzo)[7]
  - Lucha del año (2006) con CIMA & Naruki Doi contra Dragon Kid, Genki Horiguchi & Ryo Saito (ROH Supercard of Honor, 31 de marzo)[7]